# ITA National Clay Court Championships 2000
Bei den T. Rowe Price National Clay Court Championships wurden 2000 zum 14. und letzten Mal die Sandplatzmeister im US-amerikanischen College Tennis ermittelt. Gespielt wurde vom 19. bis zum 24. September im Suburban Club in Baltimore, Maryland.

## Herreneinzel

### Setzliste
| Nr. | Spieler           | Erreichte Runde |
| --- | ----------------- | --------------- |
| 1.  | Brian Vahaly      | Finale          |
| 2.  | Marco Baron       | Rückzug         |
| 3.  | Frank Moser       | 2. Runde        |
| 4.  | Oskar Johansson   | Sieg            |
| 5.  | Alexander Hartman | Viertelfinale   |
| 6.  | Ramsey Smith      | 2. Runde        |
| 7.  | Andres Pedroso    | 1. Runde        |
| 8.  | Jason Marshall    | 1. Runde        |

| Nr.   | Spieler            | Erreichte Runde |
| ----- | ------------------ | --------------- |
| 9–16. | Max Belski         | 1. Runde        |
| 9–16. | Adam Carey         | 1. Runde        |
| 9–16. | Peter Handoyo      | Halbfinale      |
| 9–16. | Andreas Leber      | 2. Runde        |
| 9–16. | Huntley Montgomery | 1. Runde        |
| 9–16. | Jonas Piibor       | 1. Runde        |
| 9–16. | Jean-Julien Rojer  | 1. Runde        |
| 9–16. | James Shortall     | 2. Runde        |

## Herrendoppel

### Setzliste
| Nr. | Paarung                         | Erreichte Runde |
| --- | ------------------------------- | --------------- |
| 1.  | TBA                             | Rückzug         |
| 2.  | Andrew Carlson Chris Porter     | 2. Runde        |
| 3.  | Huntley Montgomery Brian Vahaly | Finale          |
| 4.  | Marc Legris Cesar Obieta        | 1. Runde        |

| Nr. | Paarung                       | Erreichte Runde |
| --- | ----------------------------- | --------------- |
| 5.  | Andy Crews Peter Handoyo      | Viertelfinale   |
| 6.  | Sebastien Graeff Stefan Suter | 2. Runde        |
| 7.  | Conor Casey James Shortall    | Halbfinale      |
| 8.  | Florian Marquardt Frank Moser | Sieg            |

## Dameneinzel

### Setzliste
| Nr. | Spieler        | Erreichte Runde |
| --- | -------------- | --------------- |
| 1.  | Bruna Colosio  | 2. Runde        |
| 2.  | Jahnavi Parekh | Viertelfinale   |
| 3.  | Bea Bielik     | Sieg            |
| 4.  | Kim Niggemeyer | Viertelfinale   |

| Nr. | Spieler          | Erreichte Runde |
| --- | ---------------- | --------------- |
| 5.  | Michelle Dasso   | Finale          |
| 6.  | Carlijn Buis     | 1. Runde        |
| 7.  | Andrea Ondrisova | 1. Runde        |
| 8.  | İpek Şenoğlu     | Viertelfinale   |

## Damendoppel

### Setzliste
| Nr. | Paarung                      | Erreichte Runde |
| --- | ---------------------------- | --------------- |
| 1.  | Paola Palencia İpek Şenoğlu  | Finale          |
| 2.  | Janet Bergman Bea Bielik     | Sieg            |
| 3.  | Michelle Dasso Becky Varnum  | Viertelfinale   |
| 4.  | Kristy Dascoli Monica Rincon | Halbfinale      |